# Бохумил Кубишта
Бохумил Кубишта (чеш. Bohumil Kubišta; 21. август 1884 — Праг, 27. новембар 1918) је био чешки сликар, графичар и ликовни теоретичар.

## Биографија
Био је ванбрачно дете из сиромашне сеоске породице и пут ка ликовној уметности му није био лаган. Од 1903. године је студирао на уметничкој школи у Прагу и већ следеће године је прешао на Академију ликовних уметности у атеље Влаха Буковца. Ни ту није дуго издржао и са академије је отишао. Кратко је путовао у Фиренцу и у Париз. Изразито га се дотакла изложба Едвард Мунка 1905. године и прешао је од доба академског постимпресионизма ка експресионизму.
Током 1910. године је помогао да се организује изложба „независних“ и упознао се са Пикасом и Браком. Пикасо није подносио Кубишту и сматрао је да само неукусно имитира његова дела, али му се свиђало његово презиме Кубишта. Кубишта је тада створио прве слике на бази редукције форми на основне геометријске облике. Његове слике из овог доба су биле осниване на строгим и једноставним елементима на примени композиционог решења златног пресека и уз примену комплементарних боја.
Од футуриста своје генерације је био близак футуризму после 1912. године и прве футуристичке изложбе у Паризу.
Током ратних година које је провео на Јадранском мору се у колориту приближава ситом фовизму и прекорачио је границе између кубизма и футуризма и дошао је између надреализма.
Из егзистенцијалних разлога је ступио у армију и био је артиљериски официр у хрватској Пули. Кратко по завршетку рата је умро на шпанску грозницу.

## Одабрана дела
- Свети Себастијан  (1912)
- Крижарски пут ,
- Хипнотизер (1912)
- Факир
- Препрека
- Лазарово ускрснуће (1911 — 1912)
- Мртва природа са лубањом
- Пољубац смрти
- Убиство.

Већ пре Првог светског рата његово дело је приметио Василиј Кандински, а његово име је заинтересовало Гијом Аполинера који је волио Чехе и сликара који је кубиста био од рођења.